# Laura Antonelli
Laura Antonelli, eredeti neve: Laura Antonaz (Póla, 1941. november 28. – Ladispoli, 2015. június 22.) olasz színésznő, aki 1965-1991 között 45 filmben szerepelt.

## Életpályája
Karrierje kezdetén tornatanár volt Nápolyban. Ezután reklámfilmekben (Coca-Cola) és tv-műsorokban szerepelt. 1965-ben debütált a Dr. Goldfoot és a lánybombák című filmben. 1973-ban jööt az áttörés a Malizia című filmjével. Ezzel a filmjével az olasz filmkritikusok Ezüst Szalag díját nyerte el. 1991 májusában. egy rendőrségi razzia során kokain találtak otthonában. Ezért őt kokainbirtoklás és kereskedés vádjával őrizetbe vették.

## Filmjei
- Dr. Goldfoot és a lánybombák (Le spie vengono dal semifreddo, 1966)
- La rivoluzione sessuale (1968)
- Un detective (1969)
- Venere in pelliccia (1969)
- Gradiva (1970)
- Egy válás meglepetései (Les mariés de l'an II, 1971)
- Látszólag ok nélkül (Sans mobile apparent, 1971)
- Il merlo maschio (1971)
- Docteur Popaul (1972)
- Peccato veniale (1973)
- Malizia (1973)
- Sessomato (1973)
- Simona (1974)
- Mio Dio, come sono caduta in basso! (1974)
- Isteni teremtmény (Divina creatura, 1975)
- Az ártatlan (L'innocente, 1976)
- A nagy főzés/Húsdarab (Gran bollito, 1977)
- Vad ágyak (Letti selvaggi, 1979)
- Il malato immaginario (1979)
- Mi faccio la barca (1980)
- Szerelmi szenvedély (Passione d'amore, 1981)
- Szex, minden mennyiségben (Sesso e volentieri, 1982)
- La gabbia (1985)
- A velencei nő (La venexiana, 1986)
- Rimini Rimini (1987)
- Gazdagok és csalók (Roba da ricchi, 1987)
- Gli indifferenti (1989)
- Mindörökké Júlia (Disperatamente Giulia, 1989) - TV-film
- L'avaro (1990)
- Malizia 2000 (1991)

## Díjai
- David di Donatello-díj (1973)
- az olasz filmkritikusok Ezüst Szalag díja (1974) Malizia

## Fordítás
- Ez a szócikk részben vagy egészben  a   Laura Antonelli című angol Wikipédia-szócikk fordításán alapul.  Az eredeti cikk szerkesztőit annak laptörténete sorolja fel. Ez a jelzés csupán a megfogalmazás eredetét és a szerzői jogokat jelzi, nem szolgál a cikkben szereplő információk forrásmegjelöléseként.